# Autostrada M49
Autostrada M49 (ang. M49 motorway) – autostrada w Wielkiej Brytanii o długości 5 mil (8 km), tworząca połączenie autostrady M5 na zachód od Bristolu na węźle nr 18A z autostradą M4 na węźle nr 22 w sąsiedztwie mostu Second Severn Crossing (oficjalnie noszącym nazwę Prince of Wales Bridge). Trasa powstała w tym samym czasie co most – w 1996 roku. Jest unikatowa pod względem dostępu – wjazd na nią możliwy jest wyłącznie z innej autostrady.

## Przebieg drogi
M49 rozpoczyna się na węźle 18A autostrady M5, skąd biegnie w kierunku północnym/północno-zachodnim aż do krańcowego węzła 22 autostrady M4, tuż przed mostem nad rzeką Severn. Trasa znacznie skraca czas podróży z i do doków Avonmouth, śródmieścia i południowych dzielnic Bristolu oraz południowo-zachodnich rejonów Anglii. W porównaniu z przejazdem uwzględniającym węzeł M4/M5 użycie M49 pozwala skrócić dystans o 6,2 mili (około 10 km). Dzięki dwupoziomowemu węzłowi z M4 arteria stanowi także obwodnicę zatłoczonego odcinka autostrady M5 między mostem Avonmouth Bridge a skrzyżowaniem z autostradą M4 w przypadku zamknięcia tej drugiej.
Pierwotne plany budowy zakładały powstanie węzła z drogą A403 w celu obsługi obszaru przemysłowego oraz miejscowości Severn Beach. Budowę węzła nr 1 rozpoczęto latem 2018 roku i ukończono w sierpniu 2020 r. Pomimo zakończenia prac nie jest on połączony z lokalnymi drogami, przez co nie można go wykorzystać do wjazdu na arterię.
Trasa ma anormalne oznaczenie z powodu położenia na południe od M4 i dlatego powinna mieć numer rozpoczynający się od 3.

## Spór o połączenie węzła nr 1
Po ukończeniu prac nad budową węzła nr 1 powstał spór o to, kto miałby wybudować łącznik z lokalnymi drogami. Konflikt początkowo wybuchł między przedsiębiorstwem państwowym Highways Agency, radą dystryktu South Gloucestershire oraz firmą Delta Properties, do której należą grunty położone w bezpośrednim sąsiedztwie. 
W lutym 2021 roku organ samorządowy West of England Combined Authority zgodził się przeznaczyć milion funtów na pokrycie kosztów budowy brakującego połączenia, jednak do maja tego samego roku powstał deficyt w wysokości kolejnego miliona funtów. W lipcu 2021 r. konflikt był wciąż nierozwiązany.

## Miejscowości znajdujące się przy autostradzie
- Bristol
- Redwick